# Мелисов, Юрий
Ю́рий Ме́лисов (имя при рождении Ю́рий Ме́лисович Мшеця́н; 7 сентября 1974, Москва) — российский рок-музыкант, гитарист, основной композитор и автор текстов группы «Эпидемия». Также автор российской метал-оперы «Эльфийская Рукопись» и её продолжения «Эльфийская Рукопись: Сказание на все времена».

## Биография
Юрий родился в Москве, РСФСР. Мать — Вера Алексеевна Шебеко — диктор советского телевидения, заслуженная артистка РСФСР, отец Мелис Ваакович Мшецян — журналист. Окончил факультет радиотехники МТУСИ, специальность — разработчик радиоэлектронной аппаратуры. До апреля 2019 года параллельно с музыкальной деятельностью работал на телеканале НТВ по специальности режиссёр новостных выпусков программы «Сегодня».
Юра учился в музыкальной школе по классу виолончель. Позже увлёкся классической гитарой. Затем занимался в рок-гимназии «Красный Химик», где осваивал приемы игры на электро- и бас-гитарах. В юности увлекался такими группами, как Accept, Metallica и Annihilator, впоследствии заинтересовался пауэр-металом: Helloween, Gamma Ray, Blind Guardian и т. п.
В 1995 году основал группу «Эпидемия», которая играет в жанре пауэр-метал. Юрий — единственный член группы, остающийся в ней с самого начала до сих пор. В 2003-м Юрий Мелисов сочинил сценарий, музыку и стихи к метал-опере Эльфийская Рукопись. С 2004 года группа стала набирать популярность, а через несколько лет благодаря продолжению метал-оперы «Эльфийская Рукопись: Сказание на все времена» признана лучшей российской пауэр-металлической группой.

## Личная жизнь
Женат на Надежде Мелисовой, есть дочь Алиса Мелисова (2009 г.р.). На альбоме «Дорога домой» посвятил ей песню «Страна Забвения».
Является болельщиком футбольных клубов «Ювентус», «Челси» и «Ротор Волгоград».

## Дискография
- 1995 — Феникс
- 1998 — Воля к жизни
- 1999 — На краю времени
- 2001 — Загадка волшебной страны
- 2004 — Эльфийская рукопись
- 2005 — Жизнь в сумерках
- 2006 — Хроники сумерек: 10 лет пути
- 2006 — Хроники сумерек: Эльфийская рукопись
- 2007 — Эльфийская рукопись: Сказание на все времена
- 2009 — Сумеречный ангел
- 2010 — Дорога домой
- 2010 — Эльфийская рукопись: Сага о двух мирах
- 2011 — Всадник из льда
- 2012 — В трезвучиях баллад...
- 2014 — Сокровище Энии
- 2018 — Легенда Ксентарона
- 2021 — Призраки и тени